# Moçambique nos Jogos Olímpicos de Verão da Juventude de 2010
Moçambique participou dos Jogos Olímpicos de Verão da Juventude de 2010 em Singapura. Sua delegação foi composta de três atletas, que competiram em dois esportes.

## Atletismo
| Evento                       | Atleta                | Qualificação | Qualificação | Final     | Final        |
| Evento                       | Atleta                | Resultado    | Posição      | Resultado | Posição      |
| ---------------------------- | --------------------- | ------------ | ------------ | --------- | ------------ |
| 200 m masculino              | Celso Francisco Cossa | 23.24        | 21º (5º q2)  | 22.99     | 2º (Final D) |
| 100 m com barreiras feminino | Silvia Panguana       | 15.09        | 17º (5º q1)  | 14.77     | 2º (Final C) |

## Natação
| Evento                   | Atleta         | Qualificação | Qualificação | Semifinais  | Semifinais  | Final       | Final       |
| Evento                   | Atleta         | Resultado    | Posição      | Resultado   | Posição     | Resultado   | Posição     |
| ------------------------ | -------------- | ------------ | ------------ | ----------- | ----------- | ----------- | ----------- |
| 100 m borboleta feminino | Gessica Stagno | 1:10.46      | 31º (4º q2)  | Não avançou | Não avançou | Não avançou | Não avançou |